# تپه شاهینی ۱
تپه شاهینی ۱ مربوط به هزاره سوم قبل از میلاد - دوره ساسانیان است و در شهرستان کرمانشاه، بخش مرکزی، دهستان بالادربند، ۸۰۰ متری شمال روستای شاهینی واقع شده و این اثر در تاریخ ۷ خرداد ۱۳۸۷ با شمارهٔ ثبت ۲۲۸۳۶ به‌عنوان یکی از آثار ملی ایران به ثبت رسیده است.